# MA-23 (Spanje)

De MA-23

De MA-23 is een autovía in Andalusië. De snelweg is 1,5 kilometer lang en verbindt de MA-20 met de luchthaven van Málaga.